# Liste des députés de la préfecture d'Iwate
Cette page liste les membres de la Chambre des représentants du Japon élus dans les circonscriptions de la préfecture d'Iwate.

## 41elégislature(1996-2000)
Au cours de la 41e législature, les députés de la préfecture d'Iwate furent les suivants :
| Circonscription | Député | Député            | Parti politique |
| --------------- | ------ | ----------------- | --------------- |
| 1re             |        | Takuya Tasso      | Shinshintō      |
| 2e              |        | Shun'ichi Suzuki  | PLD             |
| 3e              |        | Yōhei Sasaki (ja) | Shinshintō      |
| 4e              |        | Ichirō Ozawa      | Shinshintō      |

## 42elégislature(2000-2003)
Au cours de la 42e législature, les députés de la préfecture d'Iwate furent les suivants :
| Circonscription | Député | Député             | Parti politique |
| --------------- | ------ | ------------------ | --------------- |
| 1re             |        | Takuya Tasso       | PL              |
| 2e              |        | Shun'ichi Suzuki   | PLD             |
| 3e              |        | Tōru Kikawada (ja) | PL              |
| 4e              |        | Ichirō Ozawa       | PL              |

## 43elégislature(2003-2005)
Au cours de la 43e législature, les députés de la préfecture d'Iwate furent les suivants :
| Circonscription | Député | Député             | Parti politique |
| --------------- | ------ | ------------------ | --------------- |
| 1re             |        | Takuya Tasso       | PDJ             |
| 2e              |        | Shun'ichi Suzuki   | PLD             |
| 3e              |        | Tōru Kikawada (ja) | PDJ             |
| 4e              |        | Ichirō Ozawa       | PDJ             |

## 44elégislature(2005-2009)
Au cours de la 44e législature, les députés de la préfecture d'Iwate furent les suivants :
| Circonscription | Député | Député             | Parti politique | Mandat    |
| --------------- | ------ | ------------------ | --------------- | --------- |
| 1re             |        | Takuya Tasso       | PDJ             | 2005-2007 |
| 1re             |        | Takeshi Shina (ja) | PDJ             | 2007-2009 |
| 2e              |        | Shun'ichi Suzuki   | PLD             |           |
| 3e              |        | Tōru Kikawada (ja) | PDJ             |           |
| 4e              |        | Ichirō Ozawa       | PDJ             |           |

## 45elégislature(2009-2012)
Au cours de la 45e législature, les députés de la préfecture d'Iwate furent les suivants :
| Circonscription | Député | Député             | Parti politique |
| --------------- | ------ | ------------------ | --------------- |
| 1re             |        | Takeshi Shina (ja) | PDJ             |
| 2e              |        | Kōji Hata (ja)     | PDJ             |
| 3e              |        | Tōru Kikawada (ja) | PDJ             |
| 4e              |        | Ichirō Ozawa       | PDJ             |

## 46elégislature(2012-2014)
Au cours de la 46e législature, les députés de la préfecture d'Iwate furent les suivants :
| Circonscription | Député | Député             | Parti politique |
| --------------- | ------ | ------------------ | --------------- |
| 1re             |        | Takeshi Shina (ja) | PDJ             |
| 2e              |        | Shun'ichi Suzuki   | PLD             |
| 3e              |        | Tōru Kikawada (ja) | PDJ             |
| 4e              |        | Ichirō Ozawa       | PFJ             |

## 47elégislature(2014-2017)
Au cours de la 47e législature, les députés de la préfecture d'Iwate furent les suivants :
| Circonscription | Député | Député             | Parti politique |
| --------------- | ------ | ------------------ | --------------- |
| 1re             |        | Takeshi Shina (ja) | PDJ             |
| 2e              |        | Shun'ichi Suzuki   | PLD             |
| 3e              |        | Tōru Kikawada (ja) | PDJ             |
| 4e              |        | Ichirō Ozawa       | PVP             |

## 48elégislature(2017-2021)
Au cours de la 48e législature, les députés de la préfecture d'Iwate furent les suivants :
| Circonscription | Député | Député             | Parti politique |
| --------------- | ------ | ------------------ | --------------- |
| 1re             |        | Takeshi Shina (ja) | PE              |
| 2e              |        | Shun'ichi Suzuki   | PLD             |
| 3e              |        | Ichirō Ozawa       | SE              |

## 49elégislature(2021-2024)
Au cours de la 49e législature, les députés de la préfecture d'Iwate furent les suivants :
| Circonscription | Député | Député                | Parti politique |
| --------------- | ------ | --------------------- | --------------- |
| 1re             |        | Takeshi Shina (ja)    | PDC             |
| 2e              |        | Shun'ichi Suzuki      | PLD             |
| 3e              |        | Takashi Fujiwara (ja) | PLD             |

## 50elégislature(depuis 2024)
Au cours de la 50e législature, les députés de la préfecture d'Iwate sont les suivants :
| Circonscription | Député | Député             | Parti politique |
| --------------- | ------ | ------------------ | --------------- |
| 1re             |        | Takeshi Shina (ja) | PDC             |
| 2e              |        | Shun'ichi Suzuki   | PLD             |
| 3e              |        | Ichirō Ozawa       | PDC             |